# Legislatura 1994–1998 (Republica Moldova)
Aceasta este lista deputaților aleși la 27 februarie 1994 în Parlamentul Republicii Moldova.

## Fracțiuni parlamentare
Partidul Democrat Agrar din Moldova (56 de mandate)
 Blocul electoral “Partidul Socialist și Mișcarea Unitate-Единство” (28 de mandate)
 Blocul electoral “Blocul Țăranilor și Intelectualilor” (11 mandate)
 Blocul electoral “Alianța Frontului Popular Creștin Democrat” (9 mandate)

## Lista deputaților
| Nr. | Nume                     | Domiciliu                              | Anul nașterii | Apartenența politică | Profesie / ocupație |
| --- | ------------------------ | -------------------------------------- | ------------- | -------------------- | --- |
| 1   | Dumitru Moțpan           | or. Fălești, raionul Fălești           | 1940          | PDAM                 | Tehnician, președinte al Partidului Democrat Agrar din Moldova, președinte al gospodăriei agricole Fălești                                    |
| 2   | Valeriu Senic            | or. Chișinău                           | 1939          | BePSMUE              | Pedagog, doctor în filologie, docent la Universitatea de stat din Moldova                                                                     |
| 3   | Petru Lucinschi          | or. Chișinău                           | 1940          | PDAM                 | Istoric, doctor în filozofie, președinte al Parlamentului Republicii Moldova                                                                  |
| 4   | Andrei Sangheli          | or. Chișinău                           | 1944          | PDAM                 | Agronom, prim-ministru al Republicii Moldova                                                                                                  |
| 5   | Piotr Șornicov           | or. Chișinău                           | 1949          | BePSMUE              | Pedagog, doctor în istorie, deputat în Parlamentul Republicii Moldova                                                                         |
| 6   | Tudor Olaru              | or. Chișinău                           | 1948          | PDAM                 | Inginer-electrician, președinte al C.C. al Sindicatului Lucrătorilor din CAI                                                                  |
| 7   | Simion Certan            | or. Chișinău                           | 1938          | BȚI                  | Agronom, doctor hab. în economie, directorul Institutul de Cercetări științifice pentru economia agroalimentară                               |
| 8   | Nicolae Andronic         | or. Chișinău                           | 1959          | PDAM                 | Jurist, președinte al Comisiei pentru problemele de drept a Parlamentului Republicii Moldova                                                  |
| 9   | Iurie Roșca              | or. Chișinău                           | 1961          | BeAFPCD              | Jurnalist, prim-vicepreședinte al Sfatului Frontului Popular Creștin Democrat                                                                 |
| 10  | Vladimir Solonari        | or. Chișinău                           | 1959          | BePSMUE              | Pedagog, doctor în istorie, traducător la “Agroinvest” S.R.L.                                                                                 |
| 11  | Andrei Diaconu           | or. Chișinău                           | 1949          | PDAM                 | Agronom, prim-viceministru al Economiei |
| 12  | Valentin Cunev           | or. Chișinău                           | 1946          | PDAM                 | Arhitector, viceprim-ministru al Republicii Moldova                                                                                           |
| 13  | Victor Morev             | or. Bălți                              | 1944          | BePSMUE              | Inginer, membru al Comisiei pentru problemele economiei și privatizării a Parlamentului                                                       |
| 14  | Ion Suruceanu            | or. Chișinău                           | 1949          | PDAM                 | Artist, artist al Filarmonicii Naționale |
| 15  | Marina Livițchi          | or. Chișinău                           | 1956          | PDAM                 | Jurist, președinte al Fondului republican al ocrotirii copiilor orfani, handicapați și bătrînilor din Moldova                                 |
| 16  | Alexandru Moșanu         | or. Chișinău                           | 1932          | BȚI                  | Istoric, doctor hab., profesor la Universitatea de Stat din Moldova                                                                           |
| 17  | Dumitru Zidu             | or. Chișinău                           | 1932          | BePSMUE              | Pedagog, doctor în filozofie, președinte al cosiliului organizației veteranilor din Republica Moldova                                         |
| 18  | Nicolae Tucan            | or. Ciadîr-Lunga, raionul Ciadîr-Lunga | 1946          | PDAM                 | Inginer-mecanic, președinte al Asociației agroindustriale “Agroinvest”, Ceadîr-Lunga                                                          |
| 19  | Arhip Cibotaru           | or. Chișinău                           | 1935          | PDAM                 | Filolog, scriitor, copreședinte al Societății de binefacere “Minerva”                                                                         |
| 20  | Ilie Ilașcu              | or. Chișinău                           | 1952          | BeAFPCD              | Economist, președinte al secției FPCD Tiraspol, arestat și deținut nelegitim de către organele anticonstituționale de la Tiraspol             |
| 21  | Vilei Nosov              | or. Chișinău                           | 1937          | BePSMUE              | Inginer-electrician, dispecer superior, AP “Moldenergo”                                                                                       |
| 22  | Vitalie Gorincioi        | or. Chișinău                           | 1953          | PDAM                 | Agronom, ministru al Agriculturii și Alimentației al Republicii Moldova                                                                       |
| 23  | Valeriu Bulgari          | or. Briceni, raionul Briceni           | 1956          | PDAM                 | Agronom, președinte al Comitetului executiv raional Briceni                                                                                   |
| 24  | Vladimir Bondarev        | or. Cahul, raionul Cahul               | 1952          | BePSMUE              | Inginer-constructor, director al întreprinderii mecanizate mobile nr.4 Cahul                                                                  |
| 25  | Grigore Bratunov         | or. Cahul, raionul Cahul               | 1941          | PDAM                 | Inginer-agronom, vicepreședinte al Comisiei agrare și pentru problemele dezvoltării sociale a satului a Parlamentului Republicii Moldova      |
| 26  | Lidia Istrati (Ceban)    | or. Chișinău                           | 1941          | BȚI                  | Agronom, doctor șt., membru al Comisiei Parlamentare, președinte a LDCFM                                                                      |
| 27  | Gheorghe Ciorba          | or. Edineț, raionul Edineț             | 1941          | PDAM                 | Inginer-agronom, președinte al Asociației “Cereale”, Chișinău                                                                                 |
| 28  | Valentin Crîlov          | or. Chișinău                           | 1953          | BePSMUE              | Inginer-militar, membru al Comisiei permanente a Parlamentului Republicii Moldova în problemele securității statului și militare              |
| 29  | Nicolae Micu             | s. Olișcani, raionul Șoldănești        | 1939          | PDAM                 | Agronom, președinte al gospodăriei “Miciurin”, Șoldănești                                                                                     |
| 30  | Larisa Iachim            | s. Cojușna, raionul Strășeni           | 1955          | PDAM                 | Economist, inginer-economist la Fabrica de vinuri din s. Cojușna, Strășeni                                                                    |
| 31  | Ion Vozea                | s. Tîrnauca, raionul Slobozia          | 1953          | BeAFPCD              | Jurist, avocat la consultația juridică din Tiraspol                                                                                           |
| 32  | Aurel Cepoi              | or. Ungheni, raionul Ungheni           | 1959          | BePSMUE              | Istoric, inspector pentru evidența serviciului alternativ la Comitetul executiv raional Ungheni                                               |
| 33  | Dumitru Diacov           | or. Chișinău                           | 1952          | PDAM                 | Jurnalist, consilier, șeful Departamentului politic al Ambasadei Republicii Moldova în Federația Rusă                                         |
| 34  | Vasile Nedelciuc         | or. Chișinău                           | 1948          | BȚI                  | Inginer, doctor șt., cercetător științific coordonator la Academia de Studii Economice                                                        |
| 35  | Ion Colari               | or. Chișinău                           | 1950          | PDAM                 | Agronom, director adjunct al firmei “Antares”, Chișinău                                                                                       |
| 36  | Vasile Iovv              | or. Bălți                              | 1942          | BePSMUE              | Inginer, șeful biroului comercial-economic al Republicii Moldova în Federația Rusă                                                            |
| 37  | Nicolae Tcaciuc          | or. Bălți                              | 1950          | PDAM                 | Jurist, temporar ne-angajat |
| 38  | Vasile Rusu              | or. Chișinău                           | 1935          | PDAM                 | Agronom, prim-viceministru al Agriculturii și Alimentației                                                                                    |
| 39  | Ilie Trombițki           | or. Chișinău                           | 1954          | BePSMUE              | Biolog, doctor în biologie, colaborator științific superior SPCI (Stația de cercetări științifice în domeniul pisciculturii)                  |
| 40  | Ion Țurcan               | or. Chișinău                           | 1947          | PDAM                 | Inginer-constructor, președinte al Asociației republicane “Moldagroconstrucția”                                                               |
| 41  | Sergiu Burcă             | or. Chișinău                           | 1961          | BeAFPCD              | Filolog, redactor-șef adjunct al publicației FPCD “ȚARA”                                                                                      |
| 42  | Zosim Bodiu              | or. Șoldănești, raionul Șoldănești     | 1948          | PDAM                 | Zootehnician, vicepreședinte al Comisiei Parlamentare pentru problemele economiei și privatizării                                             |
| 43  | Iosob Andrian-Melenti    | s. Copanca, raionul Slobozia           | 1953          | BȚI                  | Inginer, fermier |
| 44  | Artiom Lazarev           | or. Chișinău                           | 1914          | BePSMUE              | Istoric, doctor habilitat în istorie, academician, pensionar                                                                                  |
| 45  | Ion Ungureanu            | or. Chișinău                           | 1959          | PDAM                 | Jurist, vicepreședinte al Comisiei Parlamentare pentru problemele combaterii criminalității                                                   |
| 46  | Fiodor Angheli           | or. Chișinău                           | 1935          | PDAM                 | Jurnalist, corespondent al Agenției ITAR-TASS                                                                                                 |
| 47  | Mihail Russu             | or. Florești, raionul Florești         | 1941          | BePSMUE              | Agronom, deputat în Parlamentul Republicii Moldova                                                                                            |
| 48  | Gheorghe Lungu           | s. Cuhnești, raionul Glodeni           | 1949          | PDAM                 | Agronom, președinte al cooperativei agricole “Zorile”, Glodeni                                                                                |
| 49  | Eugen Rusu               | or. Chișinău                           | 1952          | PDAM                 | Jurist, lector la Universitatea de Stat din Moldova                                                                                           |
| 50  | Mihail Ceban             | or. Soroca, raionul Soroca             | 1949          | BePSMUE              | Agromon, directorul Agenției pentru turism “Turneu”                                                                                           |
| 51  | Andrei Versteac          | or. Taraclia, raionul Căinări          | 1936          | PDAM                 | Agronom, președinte al gospodăriei agricole “Baimaclia”, Căinări                                                                              |
| 52  | Ion Hadîrcă              | or. Chișinău                           | 1949          | BȚI                  | Scriitor, membru al Uniunii Scriitorilor |
| 53  | Sergiu Mocanu            | or. Chișinău                           | 1961          | BeAFPCD              | Pedagog, președinte al Prezidiului Consiliului Mișcării Voluntarilor din Republica Moldova                                                    |
| 54  | Ion Zabunov              | or. Chișinău                           | 1948          | PDAM                 | Istoric, doctor în istorie, docent la Universitatea de Stat de Medicină “N. Testemițanu”, Chișinău                                            |
| 55  | Victor Zlacevski         | or. Briceni, raionul Briceni           | 1944          | BePSMUE              | Pedagog, profesor de liceu |
| 56  | Mihai Stratulat          | or. Chișinău                           | 1940          | PDAM                 | Agronom, doctor în științe, președinte al Asociației republicane “Fertilitatea”, Chișinău                                                     |
| 57  | Valentin Peremienco      | or. Chișinău                           | 1950          | PDAM                 | Jurist, adjunct al Controlorului principal de Stat                                                                                            |
| 58  | Alexei Gorodinski        | or. Anenii Noi, raionul Anenii Noi     | 1957          | BePSMUE              | Pedagog, primarul orășelului Anenii Noi |
| 59  | Vasile Vartic            | or. Ștefan Vodă, raionul Ștefan Vodă   | 1943          | PDAM                 | Medic, președinte al Comitetului executiv, Ștefan Vodă                                                                                        |
| 60  | Ala Mîndîcanu            | or. Chișinău                           | 1954          | BȚI                  | Ziarist, director adjunct al Centrului Lingvistic orășenesc “ABCdava”                                                                         |
| 61  | Vladimir Paladi          | or. Criuleni, raionul Criuleni         | 1948          | PDAM                 | Agronom, președinte al gospodăriei agricole “Dolinoe”, Criuleni                                                                               |
| 62  | Dumitru Uzun             | or. Chișinău                           | 1936          | BePSMUE              | Inginer-mecanic, inginer-sef al secției “Moldcoop”, Chișinău                                                                                  |
| 63  | Dumitru Cernei           | or. Orhei, raionul Orhei               | 1946          | PDAM                 | Economist, șef de secție la fabrica de conserve Orhei                                                                                         |
| 64  | Vlad Cubreacov           | or. Chișinău                           | 1965          | BeAFPCD              | Jurnalist, angajat la Ministerul Culturii |
| 65  | Nicolae Bîrcă            | s. Dubna, raionul Soroca               | 1950          | PDAM                 | Zooinginer, doctor în economie, președinte al gospodăriei agricole “Dubna”, Soroca                                                            |
| 66  | Serghei Beznoșcenco      | or. Chișinău                           | 1923          | BePSMUE              | Militar, președintele Comitetului veteranilor de război din Republica Moldova                                                                 |
| 67  | Nicolae Arteni           | or. Chișinău                           | 1949          | PDAM                 | Jurist, temporar ne-angajat |
| 68  | Ion Mihăilă              | s. Cetîreni, raionul Ungheni           | 1944          | PDAM                 | Economist-contabil, președinte al gospodăriei agricole “Cetîreni”, Ungheni                                                                    |
| 69  | Mihail Sidorov           | or. Chișinău                           | 1946          | BePSMUE              | Jurist, jurist, FPC “ECO-21” |
| 70  | Mihai Ghimpu             | or. Chișinău                           | 1951          | BȚI                  | Jurist, vicepreședinte al Comisiei Parlamentare pentru problemele de drept                                                                    |
| 71  | Gheorghe Marin           | or. Chișinău                           | 1947          | PDAM                 | Agronom, doctor în șt. agricole, director general al AȘP “Codru”, Chișinău                                                                    |
| 72  | Constantin Platon        | or. Strășeni, raionul Strășeni         | 1941          | PDAM                 | Jurist, avocat la Consultația juridică din raionul Srășeni                                                                                    |
| 73  | Nicolae Ștefaneț         | or. Glodeni, raionul Glodeni           | 1952          | BePSMUE              | Pedagog, șef al Direcției muncii și protecției sociale din raionul Glodeni                                                                    |
| 74  | Nicolae Gaibu            | s. Ciucur-Mingir, raionul Cimișlia     | 1948          | PDAM                 | Zootehnician, președinte al gospodăriei “Ciucur-Mingir”, Cimișlia                                                                             |
| 75  | Ștefan Secăreanu         | or. Chișinău                           | 1959          | BeAFPCD              | Jurnalist, crainic al postului de radio Chișinău, redactor-sef al publicației FPCD “ȚARA”                                                     |
| 76  | Gheorghe Roman           | s. Horești, raionul Ialoveni           | 1949          | PDAM                 | Inginer-mecanic, șeful Direcției CAI a r-lui laloveni                                                                                         |
| 77  | Clavdia Spiridonov       | or. Chișinău                           | 1939          | BePSMUE              | Medic, medic-cardiolog, policlinica nr.8, Chișinău                                                                                            |
| 78  | Victor Cecan             | or. Chișinău                           | 1955          | PDAM                 | Jurist, temporar ne-angajat |
| 79  | Valeriu Matei (Maticiuc) | or. Chișinău                           | 1959          | BȚI                  | Istoric, director al Editurii “Hyperion” |
| 80  | Alexandru Muravschi      | or. Chișinău                           | 1950          | PDAM                 | Economist, doctor hab. în economie, șeful catedrei de menejment la Institutul de Perfecționare și recalificarea cadrelor din CAI, Chișinău    |
| 81  | Eduard Mazur             | or. Chișinău                           | 1935          | BePSMUE              | Inginer, inginer-constructor, AP “Vibroaparat”, Chișinău                                                                                      |
| 82  | Anatolie Puica           | s. Seliște, raionul Nisporeni          | 1943          | PDAM                 | Pedagog, directorul școlii s. Seliște, Nisporeni                                                                                              |
| 83  | Valeriu Cibotari         | or. Chișinău                           | 1952          | PDAM                 | Jurist, secretar al Comisiei agrare și pentru problemele sociale ale satului a PRM                                                            |
| 84  | Alexandr Jdanov          | or. Sîngerei, raionul Sîngerei         | 1932          | BePSMUE              | Agronom, pensionar |
| 85  | Eugeniu Gîrlă            | or. Chișinău                           | 1953          | BeAFPCD              | Economist-informatician, șef sector la Institutul Național de Cercetări Economice și Financiare al Academiei de Studii Economice din Chișinău |
| 86  | Nicolae Oleinic          | or. Chișinău                           | 1943          | PDAM                 | Economist, viceprim-ministru al RM |
| 87  | Ion Dediu                | or. Chișinău                           | 1934          | BȚI                  | Ecolog, doctor hab., academician, director general al Departamentului de Stat pentru Protecția Mediului înconjurător și Resurselor Materiale  |
| 88  | Ștefan Beșleagă          | s. Cocieri, raionul Dubăsari           | 1944          | PDAM                 | Zootehnician, președinte al Comitetului executiv al raionului Dubăsari                                                                        |
| 89  | Alexei Zacrevski         | or. Chișinău                           | 1952          | BePSMUE              | Șofer, muncitor, ÎTMC “Moldovatranzit” |
| 90  | Vasile Cherdivarenco     | or. Chișinău                           | 1928          | PDAM                 | Istoric, doctor în economie, profesor universitar la Universitatea de Stat “I. Creangă”, Chișinău                                             |
| 91  | Mihai Curchi             | s. Suhuluceni, raionul Telenești       | 1950          | PDAM                 | Agronom, director al gospodăriei agricole “Gloria”]], raionul Telenești                                                                       |
| 92  | Alexandr Nemțev          | s. Țaul, raionul Dondușeni             | 1948          | BePSMUE              | Jurist, jurist, sucursala BC “Moldovaagroinbanc” SA                                                                                           |
| 93  | Mihai Scurtu             | or. Bălți                              | 1950          | PDAM                 | Agronom, director-adjunct la Asociația “Selecția”, Bălți                                                                                      |
| 94  | Timofei Moșneaga         | or. Chișinău                           | 1932          | PDAM                 | Medic, doctor în medicină, medic-șef al Spitalului Clinic Republican, Chișinău                                                                |
| 95  | Serghei Grădinari        | or. Chișinău                           | 1960          | BePSMUE              | Jurist, jurist CA “AELITA” |
| 96  | Andrei Iuri              | or. Chișinău                           | 1948          | BȚI                  | Matematician, doctor șt., director la Centrul de Informatică și Tehnologii Informaționale în Industrie                                        |
| 97  | Dumitru Osipov           | or. Chișinău                           | 1954          | BeAFPCD              | Inginer-mecanic, inginer principal la Institutul de Fizică Aplicată al Academiei de Științe a Moldovei                                        |
| 98  | Vasile Stati             | or. Chișinău                           | 1939          | PDAM                 | Istoric, doctor în filologie, doctor hab. în istorie, expert la PDAM                                                                          |
| 99  | Vasile Gonciar           | or. Ocnița, raionul Ocnița             | 1938          | BePSMUE              | Inginer-constructor, inginer-constructor UUT, Ocnița                                                                                          |
| 100 | Mihail Lupașcu           | or. Chișinău                           | 1928          | PDAM                 | Academician, vicepreședinte al Academiei de Științe a RM                                                                                      |
| 101 | Gheorghe Rusu            | or. Chișinău                           | 1948          | PDAM                 | Economist, doctor hab. în economie, consilier al Președintelui RM în probleme economice                                                       |
| 102 | Vladimir Finiuc          | or. Edineț, raionul Edineț             | 1949          | BePSMUE              | Agronom, președintele colhozului “Zarea” |
| 103 | Dumitru Cimpoieș         | or. Chișinău                           | 1948          | PDAM                 | Inginer-mecanic, director general al Departamentului de Stat pentru Standarde, Metrologie și Supraveghere Tehnică                             |
| 104 | Anatolie Barbăroșie      | or. Anenii Noi, raionul Anenii Noi     | 1950          | PDAM                 | Agronom, președinte al Comitetului executiv al raionului Anenii Noi                                                                           |